# Kevin Gallacher
Kevin William Gallacher (* 23. November 1966 in Clydebank, Schottland) ist ein ehemaliger schottischer Fußballspieler.

## Laufbahn
Der 1,73 Meter große Schotte begann seine Karriere 1983 bei Dundee United in Schottland. 1990 verließ er Dundee United. In sieben Jahren spielte er dort 131 Partien und schoss dabei 27 Tore. Seine zweite Station war Coventry City, wo er bis 1993 unter Vertrag stand. Ab 1993 spielte er in der ersten englischen Liga bei den  Blackburn Rovers, wo er in 146 Spielen 47 Tore schoss. 1999 wurde Gallacher von Newcastle United verpflichtet. 2001 wechselte er zu Preston North End. Allerdings spielte er hier nur ein Jahr. Gallachers letzten beiden Stationen waren beide im Jahr 2002. Drei Spiele absolvierte er für Sheffield Wednesday, sieben für Huddersfield Town. Gallacher war außerdem schottischer Nationalspieler und nahm mit Schottland unter anderem an der EM 1992 in Schweden, der EM 1996 in England, sowie der WM 1998 in Frankreich teil. In 53 Länderspielen schoss der Mittelstürmer neun Tore.

## Erfolge
Zu Gallachers größten Erfolgen zählt das Erreichen des UEFA-Pokal-Finales mit Dundee United im Jahr 1987, in dem er nach Hin- und Rückspiel 2:1 gegen IFK Göteborg verlor. 1995 wurde er englischer Meister mit den Blackburn Rovers, auch wenn er den größten Teil der Saison, wegen eines Fußbruchs, aussetzten musste.